# Kingston Park
Kingston Park es un estadio de rugby ubicado en la ciudad británica de Newcastle upon Tyne, Inglaterra. Se utiliza principalmente para partidos de rugby, es la casa de los Newcastle Falcons de la Premiership Inglesa y de los Newcastle Thunder, club de rugby league. De 2007 a 2009 fue la casa de un equipo semiprofesional de fútbol de la ciudad.

## Suelo del estadio
En 1990 los Newcastle Gosforth (anterior denominación de los Newcastle Falcons) se mudaron a Kingston Park.
El estadio tiene una capacidad para 10 200 espectadores. Hay planes para expandir el North Stand para proporcionar más instalaciones para los aficionados. 
Durante la temporada 2013-14 el estadio colocó una superficie de césped para disputar sus partidos de la Premiership Inglesa.

## Propiedad
Newcastle Falcons es el equipo dueño del estadio, después de haber comprado el terreno en 2015. Antes de comprar el terreno los Newcastle Falcons alquilaban el Kingston Park para hacer sus partidos de local.